# Mont Odin
Le mont Odin est un sommet de l'île de Baffin, au Nunavut, Canada. Il fait partie de la chaîne de Baffin et culmine à 2 147 mètres d'altitude. Il fait partie du parc national Auyuittuq.